# Приріт рудокрилий
Приріт рудокрилий (Batis capensis) — вид горобцеподібних птахів прирітникових (Platysteiridae).

## Поширення
Вид поширений в Південній Африці. Трапляється в ПАР, Лесото, Есватіні, Зімбабве, Малаві, на заході і півдні Мозамбіку. Мешкає в прохолодних прибережних лісах, вологих вічнозелених гірських лісах і лісистих ущелинах.

## Підвиди
Таксон включає 6 підвидів:
- B. c. sola Lawson, 1964 — північ Малаві
- B. c. dimorpha (Shelley, 1893) — центр і південь Малаві, схили гори Намулі в Мозамбіку
- B. c. kennedyi Smithers & Paterson, 1956 — захід і центр Зімбабве
- B. c. erythrophthalma Swynnerton, 1907 — Східне нагір'я в Зімбабве та Мозамбіку
- B. c. hollidayi Clancey, 1952 — гори Ватерберг, Саутпансберг, Драконові і Лубомбо в ПАР і Мозамбіку
- B. c. capensis (Linnaeus, 1766) — ПАР, Лесото